# Щецинський паприкаж
Щецинський паприкаж (пол. Paprykarz szczeciński Польська вимова: [paˈprɨkaʂ ʂt͡ʂɛˈt͡ɕiɲskʲi] ), або ж польський паприкаж, це польська консервована рибна намазка, виготовлена з меленої риби, рису, томатної пасти та рослинної олії, приправлена цибулею, сіллю та спеціями. Вона має вигляд червонувато-коричневої пасти з видимими рисовими зернами. Рецепт, натхненний західноафриканською стравою, куштованою польськими рибалками, був розроблений у 1960-х роках у державній компанії з далекого морського рибальства та рибопереробної компанії, розташованої в портовому місті Щецин (Szczecin) на північному заході Польщі. Це популярна закуска, особливо серед студентів, яка до того ж є символом щецинської місцевої культури.

## Етимологія
Термін «щецинський паприкаж» є польським. Слово «паприкаж» відноситься до гострого рагу, приправленого паприкою або меленим перцем чилі. Походить від угорського paprikás, що позначає страву з м'яса (яловичини, телятини, свинини або курки), тушкованого з цибулею, паприкою та сметаною, відому за межами Угорщини як різновид гуляшу. Прикметник «щецинський» походить від міста Щецин в якому винайдено страву.

## Опис
Складники щецинського паприкажу різняться між виробниками, але зазвичай включають рибний фарш різних видів, томатну пасту, рис, цибулю, рослинну олію і спеції. Польський стандарт, запроваджений у 1967 році, визначає «нігерійський перець» як основну спецію. Намазка являє собою однорідну пасту від світлого до темно-червоного або червонувато-коричневого кольору, з видимими зернами рису. Консистенція щільна, від злегка сухої до соковитої з можливим тонким шаром олії на поверхні. Продукт стерилізують і фасують в сталеві або алюмінієві банки.

## Історія

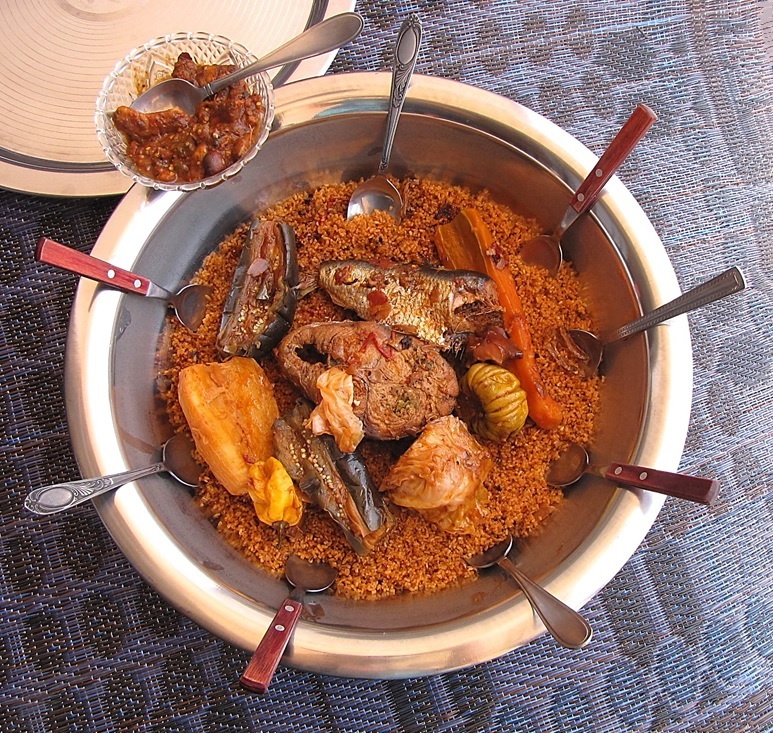
Thiéboudienne, або ceebu jën, це сенегальська страва з рису, риби, олії, помідорів та інших овочів.

Оригінальний рецепт щецинського паприкажу приписується Войцеху Якацькому (Wojciech Jakacki) (1924–1987), заступнику директора та завідувачу виробництва PPDiUR Gryf, державної компанії з далекого морського рибальства та рибопереробки, розташованої в Щецині.  Його винахід був результатом проєкту підвищення ефективності, ціль якого полягала в тому, щоб знайти спосіб використати рибні залишки, що залишилися від різання блоків замороженої риби на рибальських траулерах . Рецепт розроблено в лабораторії Gryf між 1965 і 1967 роками. Далекоморська діяльність компанії в той час була розташована біля узбережжя Західної Африки. За словами Богуслава Борисовіча , співзасновника і багаторічного співробітника компанії «Gryf», рецепт був натхненний «чоп-чоп», західноафриканським делікатесом, зразки якого дістали рибалки Gryf в одному з місцевих портів. Страва містила рибу, рис і гостру спецію під назвою «піма». У 1967 році Якацький та його колеги отримали сертифікат на раціоналізаційну пропозицію, який, згідно з комуністичним законом про інтелектуальну власність, надавав їм обмежені права власності на їхню ідею вдосконалення та дозволяв втілювати її в життя. Перші банки щецинського паприкажу були виготовлені в тому ж році. 
Спершу, щецинський паприкаж містив обрізки різних видів риби, виловленої біля західноафриканського узбережжя, наприклад червоного поргі, а також м'якоть помідорів, імпортовану з південних країн Східного блоку – Болгарії, Угорщини та Румунії – та спеції, імпортовані з Нігерії. Рибна складова змінювалася з часом, коли Gryf перемістила свій рибальський флот на нові місця; у різних точках паста містила далекосхідного минтая та блакитного гренадера з Тихого океану або південну путасу з вод навколо Фолклендських островів. До кінця 1960-х років компанія покинула води Західної Африки через громадянську війну в Нігерії; у 1977 році вона покинула північну частину Тихого океану, коли Канада та Сполучені Штати заявили про свої виключні економічні зони; а в 1982 році їй довелося залишити фолклендські води через аргентинсько-британську війну.
Завдяки низькій ціні та тривалому терміну придатності намазка швидко набула популярності серед польських студентів, художників та туристів.  На рубежі 1980-х років частка щецинського паприкажа становила близько 50 відсотків Gryf, а загальний річний обсяг виробництва рибних консервів становив 22 000 тонн. Продукт став експортним хітом Польщі, який продавався в 32 країни, включаючи Кот-д'Івуар, Данію, Угорщину, Японію, Йорданію, Ліберію, Радянський Союз, Того та Сполучені Штати. За словами Gryf згідно з внутрішнім звітом, рецепт був скопійований у Колумбії, яка експортувала свою власну версію намазки в сусідні країни.

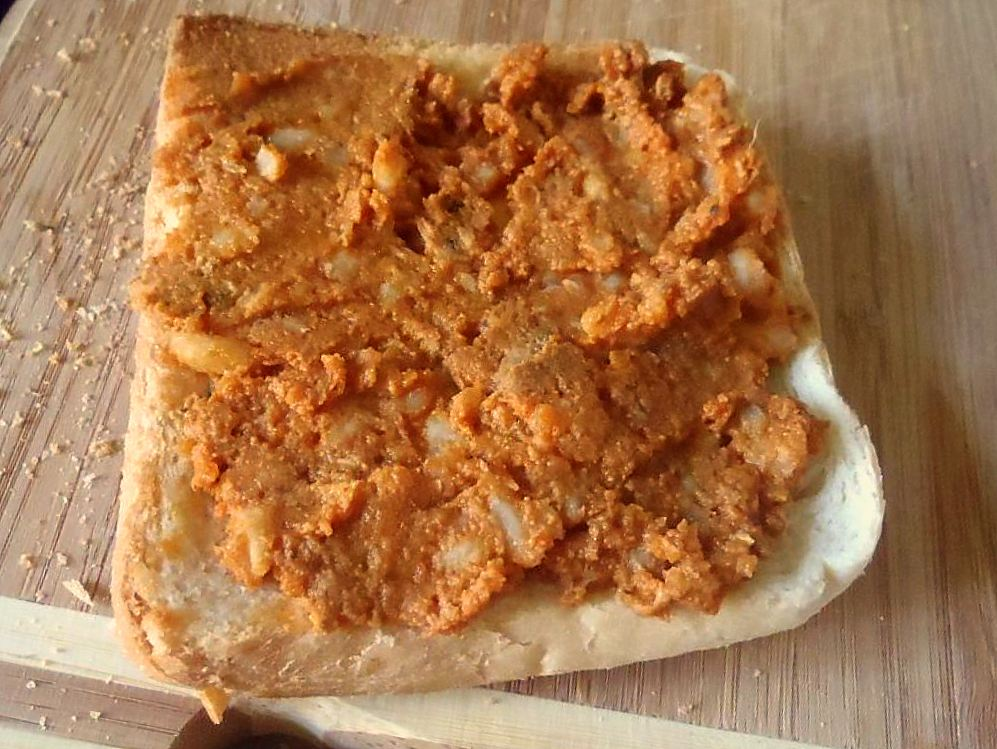
Зразок скибочки хліба, намазаної щецинським паприкажем.

Економічний спад, який вразив Польщу в 1980-х роках, призвів до нижчої якості продукції. Нігерійські спеції замінили дешевшою угорською паприкою, а початковий вміст риби на 50 відсотків зменшили на користь рису. У клейстері часто зустрічалися фрагменти плавників, луски та кісток. Падіння продажів щецинського паприкажу у середині 1980-х років було спричинено публічним викриттям того, що м'ясо південної путасу було сильно заражене Kudoa alliaria, міксозойним паразитом, що вражає морську рибу. Споживачі побоювалися, що заражену рибу замість того, щоб відкликати з ринку, подрібнили та змішали з паприкажем; деякі люди порівнювали рисові зерна, видимі в пасті, з паразитними кістами. Під час тогочасної нестачі їжі банки рибної намазки часто залишалися на продуктових полицях разом із оцтом як єдиний доступний продукт харчування.
З переходом Польщі від планової до ринкової економіки на початку 1990-х років польський рибальський бізнес у далекому морі став економічно нежиттєздатним, що призвело Gryf до банкрутства. За словами Борисовіча, щецинський паприкаж було захищено патентом, але документи були втрачені під час ліквідації підприємства. Кілька інших польських компаній безуспішно намагалися отримати патент на той самий виріб у 1990-х і 2000-х роках. В результаті і рецепт, і назва щецинський паприкаж є юридично незахищеними, що дозволяє різним виробникам по всій Польщі (всім за межами Щецина) виготовляти власні версії намазки, часто використовуючи прісноводну рибу, під тією самою назвою. У 2010 році Міністерство сільського господарства та розвитку села Польщі розмістило щецинський паприкаж в офіційному списку традиційних продуктів за запитом регіональної влади Західної Поморщини. Хоча це визнання саме по собі не надає рецепту жодного правового захисту, воно вважається першим кроком для Щецина до того, щоб назва намазки та географічне зазначення були захищені законодавством Європейського Союзу.

## У культурі

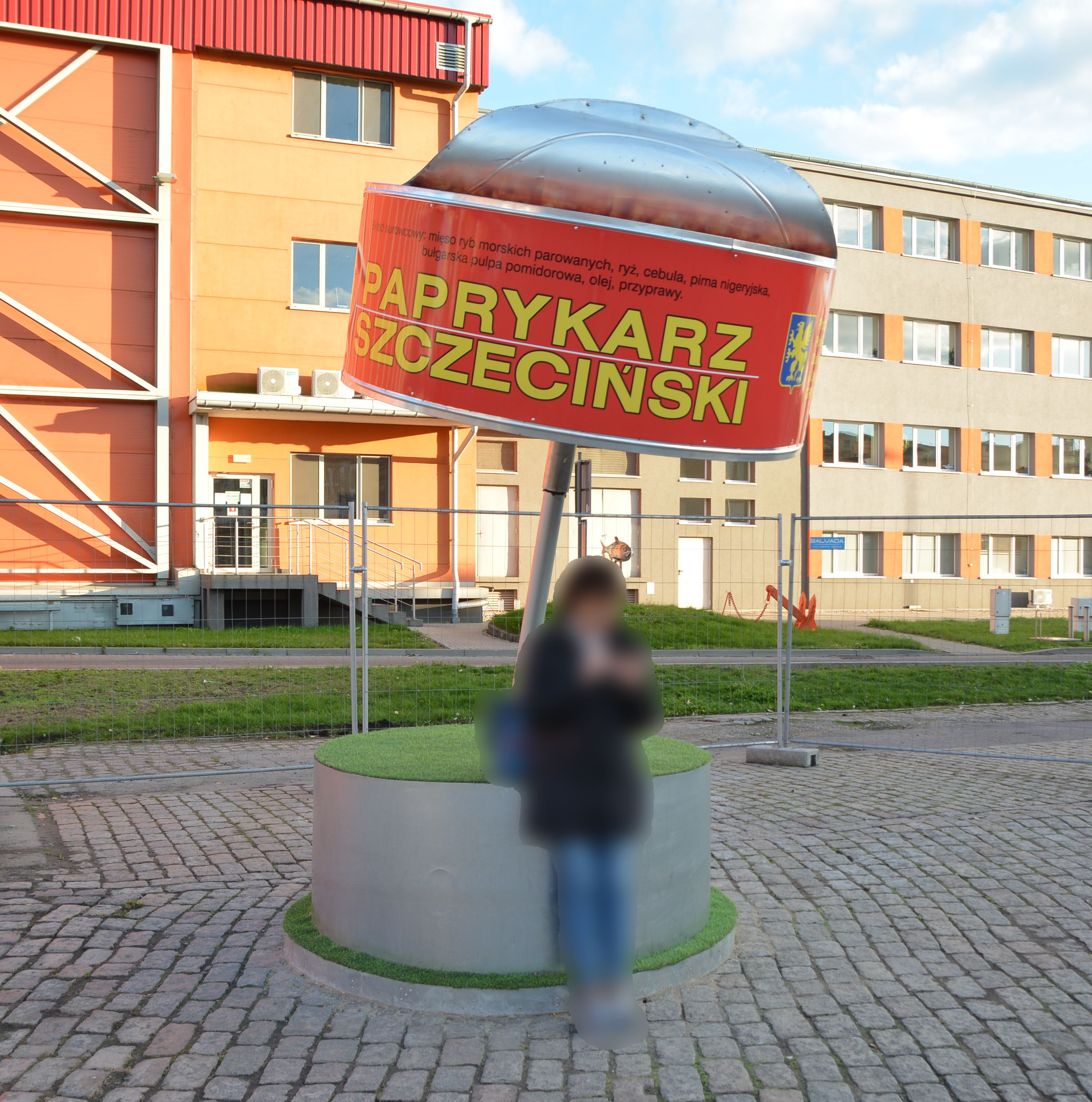
Пам'ятник щецинському паприкажеві у вигляді великої банки, який стояв у Щецині близько трьох місяців у 2020 році

Щецинський паприкаж був одним із найвідоміших брендів у комуністичній Польщі. Завдяки своїй популярності та асоціації з головним містом Передньої Померанії він став частиною післявоєнної місцевої культури Щецина, попри те, що в цьому місті його більше не виробляють. Паприкаж поділяє цей статус з іншим місцевим продуктом харчування, кондитерським виробом з м'ясною начинкою, відомим як щецинський паштетик. Слово «паприкаж» іноді з гумором використовується мешканцями інших регіонів Польщі стосовно жителів Щецина і, зокрема, гравців та вболівальників місцевого футбольного клубу «Погонь Щецин».